# Słociniec (przystanek kolejowy)
Słociniec – przystanek osobowy w Słocińcu, w gminie Grodzisk Wielkopolski, w powiecie grodziskim, w województwie wielkopolskim, w Polsce.
Został otwarty w 1881 razem z linią kolejową z Grodziska Wielkopolskiego do Opalenicy. W 1994 linia ta została zamknięta. W 2010 tory na tym odcinku zostały rozebrane.